# ブリテンのレイア
ブリテンのレイア（Leir of Britain）は、ジェフリー・オブ・モンマスの『ブリタニア列王史』に登場する、伝説的なブリトン人の王。その話はウィリアム・シェイクスピアの『リア王』の材源になった。レイア王の伝説はウェールズ神話の海神スィール（Llŷr。リルも参照）の形から始まり、後に歴史的背景が与えられたものと考えられている。また、アイルランドの伝説「リルの子供たち（Children of Lir）」とも関連がある。
ジェフリーの『ブリタニア列王史』では、レイアは父ブラドッドの後を継いでブリタニア王となり、ブリタニア王では最長となる60年間統治した。レイアはソアー川（River Soar）沿いにカール・レイア（現レスター）という町を建設した。
父王と違って、レイアは王位を継承する息子がいなかった。しかし、娘が3人いた。ゴルノリラ、レガウ、それにコルデイラ（またはコーデリア（Cordelia））である。レイアはコルデイラを最も溺愛した。死期が迫り、レイアは王国を3人の娘とその婿たちに分配しようと考えた。ゴルノリラとレガウは父親を愛していると言って機嫌を取った。しかしコルデイラは、娘が父親を愛するのは当然で、わざわざ口に出して言うものではないと言い、父親を激怒させた。レイアはゴルノリラとレガウをそれぞれアルバニア公マグラウルス、コーンウォール公ヘンウィヌスと結婚させ、王国を二分して与えたが、コルデイラには何も与えなかった。フランク人の王アガニップスがコルデイラに結婚を申し込み、レイアはそれを認めるが、持参金は出さなかった。しばらくして、レイアは老齢のため、娘たちの世話になろうとした。まずゴルノリラのところに行くと、マグラウルスが140人の衛兵をつけ保護してくれた。しかし、ゴルノリラはそれに反対で、2年後には衛兵が30人に減らされた。レイアは失望してレガウのところに行ったが、5人の衛兵しかつけてくれなかった。再びゴルノリラのところに戻るが、与えられた衛兵はたった1人だけだった。
レイアは2人の娘が怖くなって、コルデイラのいるガリアへ行くために海を渡った。コルデイラは温かく父を迎え、夫とともにレイアの栄光を取り戻すことを約束した。アガニップス、コルデイラ、それにレイアは大軍を率いてブリテンに進軍し、2人の娘とその婿を倒した。レイアはそれから3年間、王としてブリテンを統治した。レイアが死んだ後は、コルデイラが王位を継承した。コルデイラはレイアをソアー川の下に地下室を作り、そこに父親を埋葬した。その地下室はローマの神ヤーヌスに捧げられ、毎年、レイアの墓の近くで人々はヤーヌスの祭日を祝ったという。